# 데보라 루쿠무에나
데보라 루쿠무에나(프랑스어: Déborah Lukumuena, 1994년 12월 4일 ~ )는 프랑스의 배우이다.

## 영화
- 디빈: 여신들

## 수상
- 2017 세자르상 여우조연상
- 2017 뤼미에르상 여우신인상(울라야 아맘라와 공동 수상)